# ATC kod H02
ATC kod H02 Kortikosteroidi za sistemsku upotrebu su terapeutska podgrupa sistema za anatomsko terapeutsko hemijsku klasifikaciju. Ovaj sistem alfanumeričkih kodova je razvio  za klasifikaciju lekova i drugih medicinskih proizvoda.  Podgrupa H02 je deo anatomske grupe H Hormonski preparati isključujući polne hormone i insulin.

Kodovi za veterinarsku upotrebu (ATCvet kodovi) se mogu formirati stavljanjem slova Q ispred humanih ATC kodova: QH02... ATCvet kodovi bez odgovarajućeg humanog ATC koda su navedeni sa vodećim Q na sledećoj listi.
Nacionalna izdanja ATC klasifikacije mogu da obuhvataju dodatne kodove koji nisu prisutni na ovoj listi.

## H02A Kortikosteroidi za sistemsku upotrebu, pojedinačno

### H02AAMineralokortikoidi
H02AA01 Aldosteron
H02AA02 Fludrokortizon
H02AA03 Dezoksikorton

### H02ABGlukokortikoidi
H02AB01 Betametason
H02AB02 Deksametason
H02AB03 Fluokortolon
H02AB04 Metilprednisolon
H02AB05 Parametason
H02AB06 Prednisolon
H02AB07 Prednison
H02AB08 Triamcinolon
H02AB09 Hidrokortizon
H02AB10 Kortizon
H02AB11 Predniliden
H02AB12 Rimeksolon
H02AB13 Deflazakort
H02AB14 Kloprednol
H02AB15 Meprednison
H02AB17 Kortivazol
QH02AB30 Kombinacije glukokortikoida
QH02AB56 Prednisolon, kombinacije
QH02AB57 Prednison, kombinacije
QH02AB90 Flumetason

## H02B Kortikosteroidi za sistemsku upotrebu, kombinacije

### H02BX Kortikosteroidi za sistemsku upotrebu, kombinacije
H02BX01 Metilprednisolon, kombinacije
QH02BX90 Deksametason, kombinacije

## H02C Antiadrenalni preparati

### H02CA Antikortikosteroidi
H02CA01 Trilostan